# Meahsele
Meahsele，是台灣阿美族神話中其中一位太陽女神。

## 概要
Meahsele是神族系譜中的第三代神祇，她的父親是天空神Arayang 、母親是地母神Mahalengo:109。在創造世界的時候，Lopalangau命令Meahsele變成太陽在天空中運行，但Meahsele和Anaveyau、Arayang都不想離開大地，因此Lopalangau先創造萬物，並且用山和烏秋一起把Arayang推上天後，太陽才真的出現在天上，但是原先太陽是不會落下的，後來在Tslum的要求下才開始以從北方往南方規律運行，但還是讓一天的時間太久，午餐要吃三次，因此洛巴拉奧又改成了東昇西落。此外，Lopalangau也命令Meahsele在「ilisin」（即豐年祭）後偏往南方，使得豐年祭後晝短夜長:12。